# 교외화
교외화(郊外化)는 도시의 인구 중심 밀집지에서 주민과 생산, 소비 활동의 대부분이 교외로 이전하는 현상이다. 많은 나라에서 사회 문제가 되고 있다.

## 같이 보기
- 도시화
- 역도시화
- 이촌향도
- 교외화
  - 도시권
  - 도시의 확산
    - 수도권
    - 위성도시